# TruTV

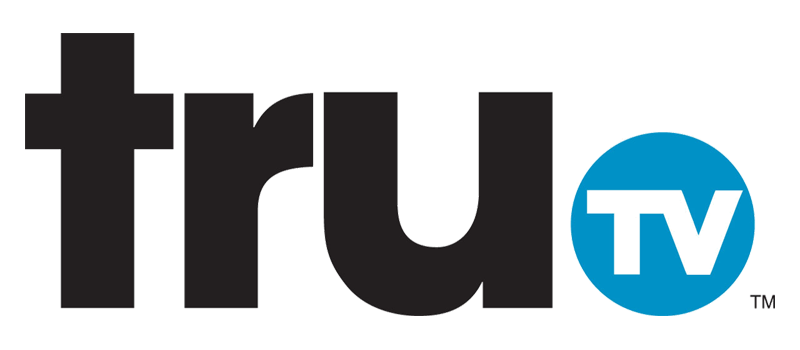
Logo utilizado desde 2008 hasta 2014.

TruTV es un canal de televisión por suscripción propiedad de Warner Bros. Discovery y operado por Warner Bros. Discovery Networks.El canal transmitía principalmente contenido de comedia, docusoaps y reality shows, así como programación deportiva producida por TNT Sports.
El canal se lanzó originalmente en 1991 como Court TV, una red que se centraba en programas con true crime, como series documentales sobre crímenes reales, dramas legales y cobertura de casos criminales destacados. El canal fue inicialmente una empresa conjunta entre Time Warner, American Lawyer Media, Cablevision y NBC, a la que más tarde Liberty Media también se unió.
En 2005, Liberty Media y Time Warner habían comprado las participaciones de ALM, Cablevision y NBC en Court TV. Posteriormente, Time Warner compró la participación de Liberty en 2006 por 735 millones de dólares y puso el canal bajo su filial Turner Broadcasting. En 2008, el canal se relanzó como TruTV, cambiando su enfoque a documentales orientados a la acción y programas "captados por cámara", que comercializó como televisión de "realidad". El canal continuó brindando cobertura legal durante el día bajo el título In Session, pero se eliminó gradualmente en septiembre de 2013.
En 2011, el canal comenzó a agregar transmisiones deportivas ocasionales de Turner Sports (rebautizado como TNT Sports en 2023), principalmente el torneo de baloncesto masculino de la NCAA. En octubre de 2014, TruTV cambió su formato para centrarse más en series de telerrealidad basadas en comedia, como Impractical Jokers. En marzo de 2024, el canal volvió a girar y pasó principalmente a la programación deportiva en horario estelar, excepto los jueves debido a la última temporada de Impractical Jokers.
En enero de 2016, TruTV estaba disponible para aproximadamente 91 millones de hogares (78,1%) en los Estados Unidos. En junio de 2023, esta cifra se había reducido a 68,3 millones de hogares.

## Historia

### Court TV
Courtroom Television Network, o Court TV para abreviar, se lanzó el 1 de julio de 1991 a las 6:00 a. m., hora del este, y estaba disponible para tres millones de suscriptores. Sus presentadores originales fueron Jack Ford, Fred Graham, Cynthia McFadden y Gregg Jarrett. La cadena nació de dos proyectos competitivos para lanzar canales de cable con procedimientos judiciales en vivo, American Trial Network de Time Warner y American Lawyer Media (ALM), y In Court de Cablevision y NBC. Ambos proyectos estuvieron presentes en la Asociación Nacional de Televisión por Cable en junio de 1990. En lugar de intentar establecer dos redes competidoras, los proyectos se combinaron el 14 de diciembre de 1990. Liberty Media se uniría a la empresa en 1991.
El canal originalmente consistía en juicios en vivo en los tribunales intercalados con presentadores y reporteros. Estaba dirigido por el escritor de derecho Steven Brill, quien luego abandonó la cadena en 1997. La red cobró fuerza durante el primer juicio de los hermanos Menéndez en 1994, y el juicio por asesinato de O.J. Simpson en 1995.
En 1997, Time Warner adquirió ALM para hacerse con la propiedad de su participación en Court TV;posteriormente vendió sus publicaciones a un fondo de capital privado en 1998. En 1998, NBC vendió su parte de la cadena a Time Warner. Ese mismo año, Court TV comenzó a transmitir varios programas originales y adquiridos en horario de máxima audiencia, como Homicide: Life on the Street, Cops y Forensic Files.
En 2001, Court TV compró The Smoking Gun, un sitio web que se centra en artículos legales como fotografías policiales y otros documentos públicos relacionados con casos y personas famosas. El sitio siguió siendo propiedad de la empresa hasta el cambio de marca a TruTV, pero se vendió nuevamente a su fundador en 2014.Ese mismo año, Court TV también compró el sitio web Crime Library, que proporcionaba información detallada sobre crímenes infames y cómo se resolvieron. El sitio web siguió siendo una propiedad de TruTV actualizada activamente hasta 2014 y se desconectó en 2015.
El 3 de febrero de 2003, "Court TV Plus" debutó en Sirius Satellite Radio, con audio de los programas de Court TV. Lanzado en el Canal 134, se trasladó en septiembre de 2005 y se transmitió en el Canal 110 hasta que el canal dejó de operar el 1 de enero de 2008.
Court TV, reconociendo el crecimiento de su programación en horario estelar, anunció en 2005 que dividiría su programación en dos marcas. La cobertura del juicio durante el día se calificó como Court TV News, mientras que otros programas diurnos, promocionados bajo el lema "Seriously Entertaining", se centraron en reality shows que trataban temas relacionados con el crimen. En enero de 2006, la cadena lanzó un bloque de programación dirigido a hombres conocido como "RED" ("Real. Emocionante. Dramático").
En mayo de 2006, Time Warner adquirió la participación de Liberty Media en Court TV por 735 millones de dólares, valorando el canal en 1.500 millones de dólares. El canal se integró en la unidad Turner Broadcasting de Time Warner; Los ejecutivos indicaron que Court TV planeaba mantener su formato actual, y no descartaron crear sinergias con CNN para su cobertura legal.En 2007, el canal estrenó su primera serie con guion original, 'Til Death Do Us Part, una antología de recreaciones de crímenes presentada por el cineasta John Waters.

### TruTV

Anterior logo de truTV usado desde el 1 de enero de 2008 hasta el 26 de octubre de 2014.

El 11 de julio de 2007, Time Warner anunció que Court TV se relanzaría como TruTV el 1 de enero de 2008. La nueva marca estaba destinada a acompañar un cambio mayor hacia series de telerrealidad orientadas a la acción que no necesariamente involucraban crímenes o aplicación de la ley, como como Black Gold, Hardcore Pawn, Lizard Lick Towing, Ocean Force y la serie captada por la cámara World's Dumbest. TruTV impulsó su nuevo posicionamiento bajo el lema “Not Reality. Actuality”; El personal de la cadena argumentó que el término "realidad" se había asociado con una programación "poco realista" y que quería enfatizar que sus nuevos programas presentarían a personas "reales".
Como parte del cambio de marca a TruTV, la cobertura de prueba diurna se redujo de 9:00 a. m. a 3:00 p. m. ET y con la marca In Sesion. En 2009, la producción del programa se trasladó a las instalaciones de HLN en Atlanta. El 4 de marzo de 2013, In Session se redujo a un formato grabado de dos horas. El 30 de septiembre de 2013, In Session fue cancelado y reemplazado por un bloque de programación de la biblioteca bajo el título In Session Presents.
En 2011, como parte de una nueva asociación entre CBS Sports y Turner Sports, TruTV comenzó a transmitir la cobertura del torneo de baloncesto masculino de la División I de la NCAA.
Desde entonces, se han emitido repeticiones de la serie de televisión Court en HLN (principalmente Forensic Files) y también se han distribuido en la red digital inalámbrica Justice Network. Con cambios en la estrategia de programación de HLN y la creciente popularidad del género, la cadena comenzó a producir y estrenar más programas originales sobre crímenes reales en 2017.En diciembre de 2018, Turner vendió los derechos de la marca Court TV y la biblioteca de programación a Katz Broadcasting, subsidiaria de Scripps Media, que la relanzó como una red digital inalámbrica en mayo de 2019, reviviendo la marca inactiva después de 11 años.

#### Cambio a la comedia
Aunque señaló que había experimentado un "tremendo éxito" con programas individuales, el nuevo presidente y jefe de programación de TruTV, Chris Linn, explicó que el crecimiento general de la cadena como marca se había visto obstaculizado debido a su persistente asociación con Court TV y su tono de programación, y su dependencia de series documentales "conflictivas, pesadas, dramáticas y tal vez excesivamente producidas" con premisas derivadas. En abril de 2014, la cadena anunció que se sometería a un reposicionamiento de marca para la temporada de televisión 2014-15 dirigida a los "buscadores de diversión", con un enfoque en docusoaps orientados a la comedia, series semiguionadas, sketches de comedia y concursos de telerrealidad.
Aprovechando el éxito de Impractical Jokers (que Linn comparó con un "canario en la mina de carbón" debido a su premisa contrastante con otros programas de truTV en ese momento) y El efecto Carbonaro, la cadena dio luz verde a una serie de nuevas series como parte del relanzamiento, incluido Barmageddon, el "reality musical" Branson Famous, Fake Off, Hack My Life y Kart Life. Como parte del relanzamiento, el 27 de octubre de 2014 se introdujeron al aire una nueva campaña de marca ("Way More Fun") y un logotipo actualizado (que marca temporalmente la cadena como The New truTV); la marca está destinada a representar la red de una manera más ligera.
Desde el reposicionamiento, TruTV también ha parodiado su prominencia temporal durante el torneo de la NCAA con varias campañas publicitarias, buscando promover el canal y su programación entre una audiencia ampliada. Un tema común de estas campañas, que incluyeron la campaña en las redes sociales de 2015 "#HaveUFoundtrutv" y una campaña del "ruTV Awareness Month" en 2018, implicando comentar sobre los espectadores que desconocían el canal o intentaban encontrarlo en la página de su proveedor de televisión. Del primero, Puja Vohra, vicepresidente senior de marketing y contenidp digital, explicó que la campaña tenía como objetivo presentar la marca de la cadena como "divertida" y "consciente de sí misma".
En diciembre de 2016, truTV presentó una nueva campaña de marketing y un eslogan, "Divertido porque es verdad". La campaña reforzó el enfoque de la cadena en la comedia al satirizar los "clichés" de las promociones televisivas.
El 4 de marzo de 2019, AT&T anunció una importante reorganización de sus activos de transmisión para disolver efectivamente Turner Broadcasting. Sus activos se distribuyeron en varias unidades de WarnerMedia y TruTV junto con TBS, TNT y HBO se trasladaron a la recién formada WarnerMedia Entertainment.

### Expansión de programación deportiva
El 7 de marzo de 2024, Warner Bros. Discovery presentó un nuevo bloque nocturno y de horario estelar para TruTV centrado en contenido de TNT Sports a partir del 11 de marzo. Esto incluirá transmisiones alternativas de eventos deportivos emitidos por sus cadenas hermanas, así como nuevos programas de estudio, documentales y películas relacionadas con el deporte. El vicepresidente de la división, Luis Silberwasser, afirmó que el bloque le daría a TNT Sports una presencia más "consistente" e "integral" en sus canales. Como parte de estos cambios, la última serie original no deportiva del canal, Impractical Jokers, también se trasladará permanentemente a TBS.

## Alta definición
La transmisión simultánea de alta definición 1080i de TruTV está disponible en los principales proveedores de cable y satélite. En marzo de 2011, el canal experimentó un aumento en la transmisión de su transmisión HD, debido a su cobertura del torneo de la División I de Baloncesto Masculino de la NCAA de 2011 (y torneos posteriores), que fue su primera transmisión deportiva en vivo.